# 国際連合教育科学文化機関

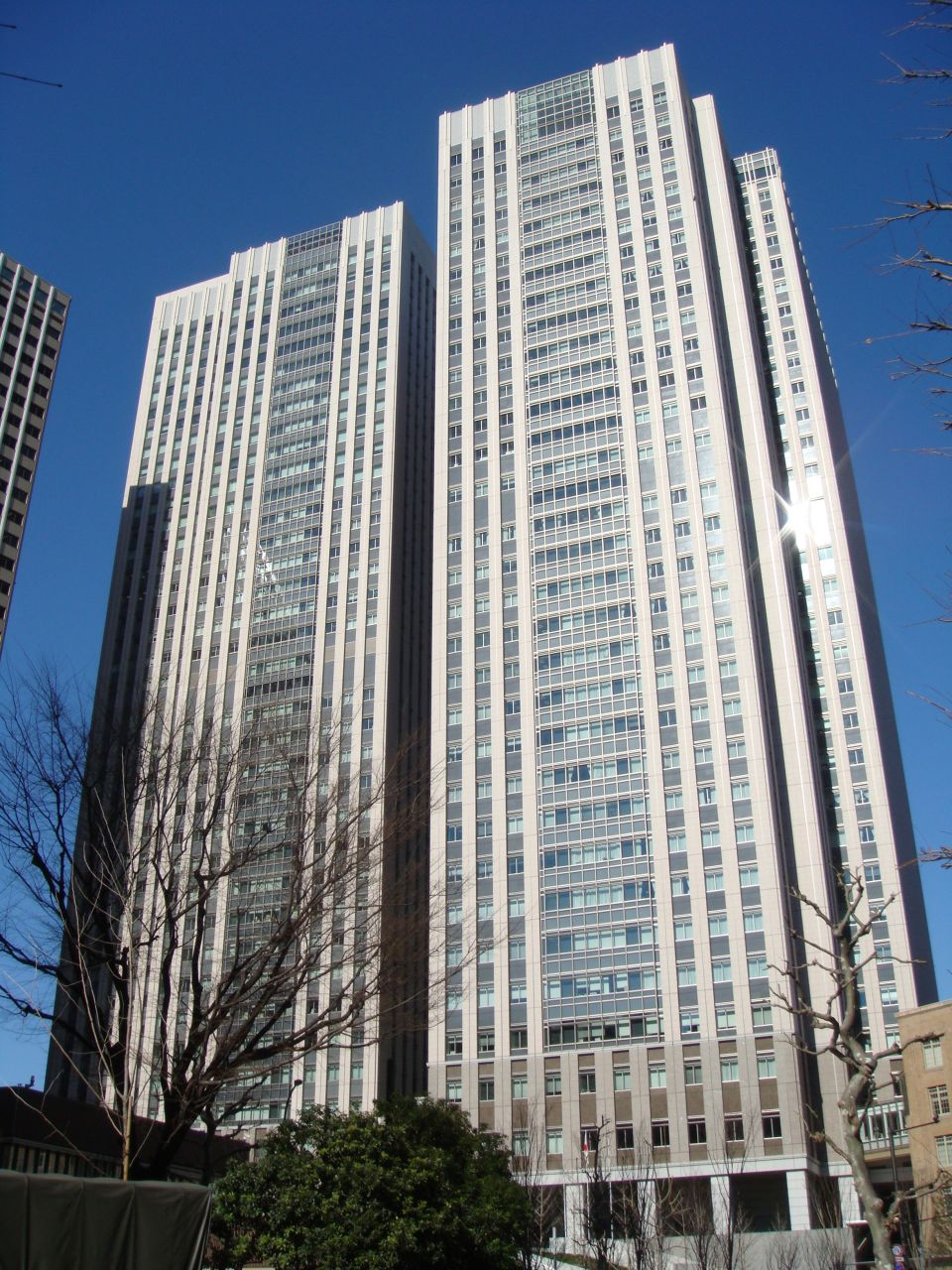
日本ユネスコ国内委員会が入居する東京都の霞が関コモンゲート東館（右側）

国際連合教育科学文化機関（こくさいれんごうきょういくかがくぶんかきかん、英: United Nations Educational, Scientific and Cultural Organization、仏: Organisation des Nations unies pour l'éducation, la science et la culture、略称: UNESCO、ユネスコ）は、国際連合の経済社会理事会の下におかれた、教育、科学、文化の発展と推進、世界遺産の登録などを目的とした国際協定である。
1945年11月に44カ国の代表が集い、イギリス・ロンドンで開催された国連会議 "United Nations Conference for the establishment of an educational and cultural organization" (ECO/CONF)において11月16日に採択された
「国際連合教育科学文化機関憲章」（ユネスコ憲章）に基づいて1946年11月4日に設立された。
分担金（2022年現在）の最大の拠出国はアメリカ合衆国 (15.493 %)、2位は中華人民共和国 (15.254 %)、3位は日本 (8.033 %) である。

## 概要
英語の正式名称は United Nations Educational, Scientific and Cultural Organization。その頭字語である UNESCO （英語発音: [ju(ː)néskoʊ] ユネスコウ）も公式に用いられ、日本語では「ユネスコ」と称する。フランス語の場合はOrganisation des Nations unies pour l'éducation, la science et la cultureだが、略称としては一般に英語に準じて UNESCO (Unesco, U.N.E.S.C.O.) を用いる。本部はフランスのパリにある。
「教育や文化の振興を通じて、戦争の悲劇を繰り返さない」との理念により設立の意義を定めたユネスコ憲章の前文には「戦争は人の心の中で生まれるものであるから、人の心の中に平和の砦を築かなければならない」との文言がある。
活動にあたっては、重点的に推進する目標として「万人のための基礎教育」「文化の多様性の保護および文明間対話の促進」などを定める。それに基づき、例えば前者に関しては識字率の向上や義務教育の普及のための活動、後者については世界遺産の登録と保護、文化多様性条約の採択のほか、歴史的記録遺産を保全するユネスコ記憶遺産（世界の記憶）事業などを実施する。そのほか、極度の貧困の半減、普遍的初等教育の達成、初等・中等教育における男女差別の解消、持続可能な開発のための教育、危機に瀕する言語の保護などを内容とするミレニアム開発目標など、国際開発目標達成を目指す。
ユネスコの最高機関は全加盟国が参加する総会である。総会において各国はそれぞれ1票を持ち、ユネスコの政策や事業計画についての決定を行う。総会での議決はユネスコ憲章の改正などの重要事項については加盟国の3分の2の賛成が必要となるが、通常の事項については過半数の賛成で決定される。総会は2年に一度、通常はパリにおいて開催される。
この総会の決定に基づく計画の監督や、事務局が作成した予算計画などを総会にかける前に審議するのが執行委員会である。執行委員会は1年に2回開催される。この両機関の下に、事務局他実行機関が存在する。事務局長はユネスコの代表となっている。
パリの本部のほか、世界各地に通常複数国を管轄する地域事務所が置かれている。また、各国にはそれぞれユネスコ国内委員会が設置され、ユネスコ本部と各国政府との間の連絡機関となっている。日本にも、日本ユネスコ国内委員会が設置されている。
ユネスコ活動の普及と理解促進のため、世界の著名人を「ユネスコ親善大使」に任命し、様々な活動を行っている。
2023年7月現在の加盟国数は194ヶ国、準加盟12地域である。またバチカンがオブザーバーとして参加している。最も新しい加盟国はアメリカ合衆国（原加盟国だが脱退・再加盟により194番目の加盟国として扱われる）、一度も加盟した実績のない新規加盟国はパレスチナ国。日本は1951年7月2日に加盟。

## 歴史
1946年11月4日に設立されたのち、ユネスコは徐々に加盟国を増加させ、活動も多岐にわたるようになった。1951年にはいまだ国際連合本体に加盟していなかった日本が加盟するなど敵国条項が適用される旧枢軸国の加盟も比較的早期になされたが、何よりも大きな影響を与えたものは1954年のソビエト連邦の加盟である。これによりユネスコは共産諸国（冷戦下の東側諸国）にも活動の場を広げ、さらに1950年代から1960年代にかけてアジアやアフリカの新独立国が次々と加盟を果たし、加盟国の大半が南側諸国によって占められるようになった。これはユネスコの活動を大規模化させることとなったが、本来設立の中心となった欧米先進諸国が数の上では少数派となったことにより両派の間で対立が起こるようになった。
1980年代から、放漫財政等のマネージメントの問題に加え、活動が「政治化」していることに先進諸国の間で不満が高まってきた。中でも問題となったものが、当時のムボウ事務局長が提唱した「新世界情報秩序」である。これは、世界の情報の流れが先進国から一方的に発信されている状況を是正しようとするものであり、発展途上国の間で強い支持を得たものの、この議論の中で東側諸国がジャーナリストの認可制の導入を提唱したこともあり、この計画は報道の自由を制限するものだとして、先進国からは強い反対の声が上がった。これを一番の原因として1984年に最大の分担金拠出国であったアメリカ合衆国が、次いで1985年にはイギリスおよびシンガポールが脱退し、ユネスコの存続は危機に立たされた。この間日本は、ユネスコにとどまり、分担金の約4分の1近くを担う最大の拠出国となった。結局、イギリスは1997年7月に、アメリカ合衆国が2003年10月、シンガポールが2007年10月にそれぞれユネスコに復帰した。
2025年5月3日、世界報道自由デーに合わせユネスコはニカラグアのラ・プレンサ誌にギョレモ・カノ世界報道自由賞を授与すると発表した。ラ・プレンサはダニエル・オルテガ政権を批判したことで政府より弾圧を受けており、2021年以降は国外へ亡命し電子版で発行を続けている。ニカラグア政府はラ・プレンサの受賞をめぐってユネスコを非難し、脱退を表明した。

### パレスチナ加盟をめぐる対立
2011年10月31日に総会が開かれ賛成107、反対14、棄権52でパレスチナ国が国としての正式加盟を承認した。アメリカ合衆国、イスラエルなどは反対し、日本などは棄権。アメリカ合衆国国務省は、この決議案採択への対抗措置として、ユネスコ分担金の停止を実行し、2017年10月にはユネスコを再脱退すると表明。2018年12月31日に脱退が発効し、オブザーバー参加となった。またイスラエル外務省は、パレスチナを非難すると共にユネスコとの協力関係について再検討すると表明し、2017年10月に同国はアメリカに続いて脱退を表明した。なお分担金負担停止から2年経過した2013年に、両国は議事への投票資格が停止されている。アメリカは2023年7月10日付で正式に再加盟した。

## 歴代事務局長

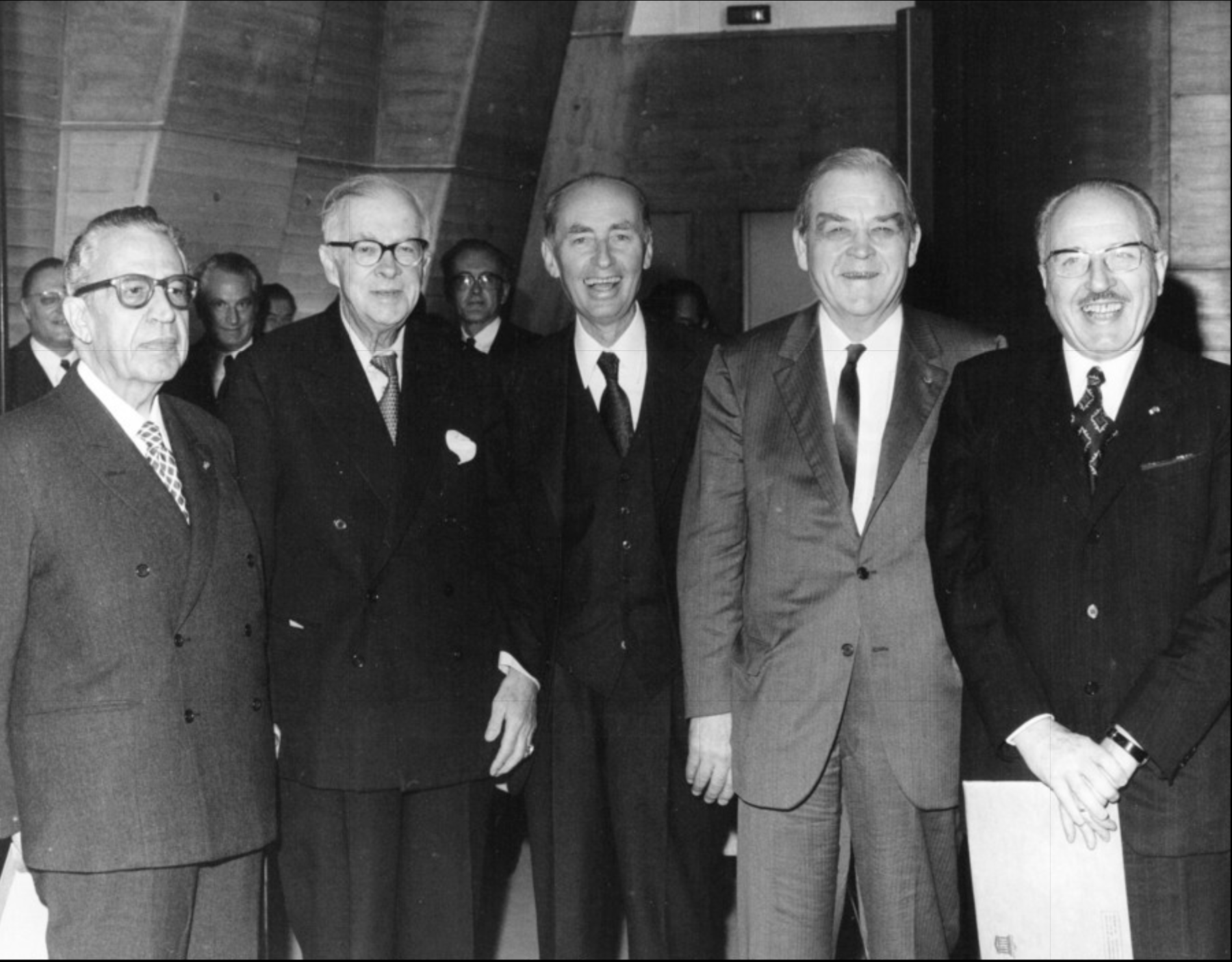
1971年のUNESCO25周年記念式典に集まった5人の歴代事務局長。
左からハイメ・トレス・ボデー、ジュリアン・ハクスリー、ルネ・マウ、ルーサー・エバンス、ヴィットリーノ・ヴェロネーゼ

| 代    | 事務局長 | 事務局長                         | 出身国         | 在任期間                |
| ----- | -------- | -------------------------------- | -------------- | ----------------------- |
| 1     |          | ジュリアン・ハクスリー           | イギリス       | 1946年12月 - 1948年12月 |
| 2     |          | ハイメ・トレス・ボデー           | メキシコ       | 1948年12月 - 1952年12月 |
| 代 理 |          | ジョン・ウィルキンソン・テイラー | アメリカ合衆国 | 1952年12月 - 1953年7月  |
| 3     |          | ルーサー・H・エバンス            | アメリカ合衆国 | 1953年7月 - 1958年12月  |
| 4     |          | ヴィットリーノ・ヴェロネーゼ     | イタリア       | 1958年12月 - 1961年11月 |
| 代 理 |          | ルネ・マウ                       | フランス       | 1961年11月 - 1962年11月 |
| 5     |          | ルネ・マウ                       | フランス       | 1962年11月 - 1974年11月 |
| 6     |          | アマドゥ・マハタール・ムボウ     | セネガル       | 1974年11月 - 1987年11月 |
| 7     |          | フェデリコ・マヨール             | スペイン       | 1987年11月 - 1999年11月 |
| 8     |          | 松浦晃一郎                       | 日本           | 1999年11月 - 2009年11月 |
| 9     |          | イリナ・ボコヴァ                 | ブルガリア     | 2009年11月 - 2017年11月 |
| 10    |          | オードレ・アズレ                 | フランス       | 2017年11月 - （現職）   |

## 総会
1946年の第1回総会以来開催されたユネスコ総会は下記のようになっている。総会は1954年までは毎年開催だったが、その後は2年に一回の開催となっている。
| 総会      | 開催地         | 年   | 議長                                 | 議長出身国                         |
| --------- | -------------- | ---- | ------------------------------------ | ---------------------------------- |
| 第41回    | パリ           | 2021 | Santiago Irazabal Mourão             | ブラジル                           |
| 第40回    | パリ           | 2019 | Ahmet Altay Cengizer                 | トルコ                             |
| 第39回    | パリ           | 2017 | Zohour Alaoui                        | モロッコ                           |
| 第38回    | パリ           | 2015 | Stanley Mutumba Simataa              | ナミビア                           |
| 第37回    | パリ           | 2013 | 郝平                                 | 中国                               |
| 第36回    | パリ           | 2011 | Katalin Bogyay                       | ハンガリー                         |
| 第35回    | パリ           | 2009 | Davidson Hepburn                     | バハマ                             |
| 第34回    | パリ           | 2007 | George N. Anastassopoulos            | ギリシャ                           |
| 第33回    | パリ           | 2005 | Musa Bin Jaafar Bin Hassan           | オマーン                           |
| 第32回    | パリ           | 2003 | Michael Omolewa                      | ナイジェリア                       |
| 第31回    | パリ           | 2001 | Ahmad Jalali                         | イラン                             |
| 第30回    | パリ           | 1999 | Jaroslava Moserova                   | チェコ                             |
| 第29回    | パリ           | 1997 | Eduardo Portella                     | ブラジル                           |
| 第28回    | パリ           | 1995 | Torben Krogh                         | デンマーク                         |
| 第27回    | パリ           | 1993 | Ahmed Saleh Sayyad                   | イエメン                           |
| 第26回    | パリ           | 1991 | Bethwell Allan Ogot                  | ケニア                             |
| 第25回    | パリ           | 1989 | アンワル・イブラヒム                 | マレーシア                         |
| 第24回    | パリ           | 1987 | Guillermo Putzeys Alvarez            | グアテマラ                         |
| 第23回    | ソフィア       | 1985 | Nikolai Todorov                      | ブルガリア                         |
| 第22回    | パリ           | 1983 | Saïd Tell                            | ヨルダン                           |
| 第4回臨時 | パリ           | 1982 |                                      |                                    |
| 第21回    | ベオグラード   | 1980 | Ivo Margan                           | ユーゴスラビア                     |
| 第20回    | パリ           | 1978 | Napoléon LeBlanc                     | カナダ                             |
| 第19回    | ナイロビ       | 1976 | Taaita Toweett                       | ケニア                             |
| 第18回    | パリ           | 1974 | Magda Jóború                         | ハンガリー                         |
| 第3回臨時 | パリ           | 1973 |                                      |                                    |
| 第17回    | パリ           | 1972 | 萩原徹                               | 日本                               |
| 第16回    | パリ           | 1970 | Atilio Dell'Oro Maini                | アルゼンチン                       |
| 第15回    | パリ           | 1968 | William Eteki Mboumoua               | カメルーン                         |
| 第14回    | パリ           | 1966 | Bedrettin Tuncel                     | トルコ                             |
| 第13回    | パリ           | 1964 | Norair Sisakian                      | アルメニア・ソビエト社会主義共和国 |
| 第12回    | パリ           | 1962 | Paulo de Berrêdo Carneiro            | ブラジル                           |
| 第11回    | パリ           | 1960 | Akale-Work Abte-Wold                 | エチオピア                         |
| 第10回    | パリ           | 1958 | Jean Berthoin                        | フランス                           |
| 第9回     | ニューデリー   | 1956 | Abul Kalam Azad                      | インド                             |
| 第8回     | モンテビデオ   | 1954 | Justino Zavala Muñiz                 | ウルグアイ                         |
| 第2回臨時 | パリ           | 1953 |                                      |                                    |
| 第7回     | パリ           | 1952 | サルヴパッリー・ラーダークリシュナン | インド                             |
| 第6回     | パリ           | 1951 | Howland H. Sargeant                  | アメリカ合衆国                     |
| 第5回     | フィレンツェ   | 1950 | Stefano Jacini                       | イタリア                           |
| 第4回     | パリ           | 1949 | Edward Ronald Walker                 | オーストラリア                     |
| 第1回臨時 | パリ           | 1948 |                                      |                                    |
| 第3回     | ベイルート     | 1948 | Hamid Bey Frangie                    | レバノン                           |
| 第2回     | メキシコシティ | 1947 | Manuel Gual Vidal                    | メキシコ                           |
| 第1回     | パリ           | 1946 | レオン・ブルム                       | フランス                           |

## ユネスコ執行委員会委員国
1995年以降、執行委員会は58か国によって構成されている。委員国の選挙区は地域別に6つのグループに分かれており、その中から決められた議席に応じて総会で選挙が行われ、委員国が選出される。委員国の任期は4年で、選出された総会から二回あとの総会までを任期とする。
| 任期           | グループI (9議席)                                                            | グループII (7議席)                            | グループIII (10議席)                                                                                              | グループIV (12議席)                                                           | グループV(a) (14議席)                                                                  | グループV(b) (7議席)                            |
| -------------- | ---------------------------------------------------------------------------- | --------------------------------------------- | --- | ----------------------------------------------------------------------------- | -------------------------------------------------------------------------------------- | ----------------------------------------------- |
| 2019年–2023年  | フランス ドイツ イタリア オランダ スペイン スウェーデン                      | ハンガリー ポーランド ロシア セルビア         | アルゼンチン ブラジル ドミニカ共和国 ウルグアイ                                                                   | アフガニスタン キルギス フィリピン パキスタン 韓国 タイ                       | ベナン コンゴ共和国 ギニア ガーナ ケニア ナミビア セネガル トーゴ                      | サウジアラビア アラブ首長国連邦 チュニジア      |
| 2016年– 2019年 | フランス · ギリシャ · イタリア · スペイン · イギリス ·                       | リトアニア · ロシア · セルビア · スロベニア   | ブラジル · ハイチ · メキシコ · ニカラグア · パラグアイ                                                            | イラン · マレーシア · パキスタン · 韓国 · スリランカ · ベトナム               | カメルーン · コートジボワール · ガーナ · ケニア · ナイジェリア · セネガル · 南アフリカ | レバノン · オマーン · カタール · スーダン       |
| 2014年– 2017年 | ドイツ · オランダ · スウェーデン                                             | アルバニア · エストニア · ウクライナ          | アルゼンチン · ベリーズ · ドミニカ共和国 · エルサルバドル · セントクリストファー・ネイビス · トリニダード・トバゴ | バングラデシュ · 中国 · インド · 日本 · ネパール · トルクメニスタン           | チャド · ギニア · モーリシャス · モザンビーク · トーゴ · ウガンダ                      | アルジェリア · エジプト · クウェート · モロッコ |
| 2012年– 2015年 | オーストリア · フランス · イタリア · インド · スペイン · イギリス · アメリカ | チェコ · モンテネグロ · ロシア · 北マケドニア | ブラジル · キューバ · エクアドル · メキシコ                                                                       | アフガニスタン · インドネシア · パキスタン · パプアニューギニア · 韓国 · タイ | アンゴラ · エチオピア · ガボン · ガンビア · マラウイ · マリ · ナミビア · ナイジェリア  | チュニジア · アラブ首長国連邦                   |

## 研究機関
以下の研究所はユネスコの計画を支える組織の専門機関であり、国家機関や各分野に専門的な支援を行っている。
| 略語          | 名称 | 所在地                                          |
| ------------- | --- | ----------------------------------------------- |
| IBE           | ユネスコ国際教育局 (International Bureau of Education)                                                                                | ジュネーヴ                                      |
| UIL           | ユネスコ生涯学習研究所 (UNESCO Institute for Lifelong Learning)                                                                       | ハンブルク                                      |
| IIEP          | ユネスコ国際教育計画研究所 (International Institute for Education Planning)                                                           | パリ(本部) および ブエノスアイレス (地域事務所) |
| IITE          | ユネスコ教育情報工学研究所 (UNESCO Institute for Information Technologies in Education)                                               | モスクワ                                        |
| IICBA         | ユネスコ・アフリカ地域能力開発国際研究所 (International Institute for Capacity Building in Africa)                                    | アディスアベバ                                  |
| IESALC        | ユネスコ南米・カリブ海地域高等教育国際研究所（UNESCO International Institute for Higher Education in Latin America and the Caribbean) | カラカス                                        |
| UNESCO-UNEVOC | ユネスコ国際職業技術教育訓練センター（UNESCO International Centre for Technical and Vocational Education and Training)                | ボン                                            |
| CEPES         | ユネスコヨーロッパ高等教育センター (UNESCO European Centre for Higher Education)                                                      | ブカレスト                                      |
| UNESCO-IHE    | ユネスコ水教育研究所、IHEデルフト水教育研究所 (IHE Delft Institute for Water Education)                                               | デルフト                                        |
| ICTP          | 国際理論物理学センター (International Centre for Theoretical Physics)                                                                 | トリエステ                                      |
| UIS           | ユネスコ統計研究所 (UNESCO Institute for Statistics)                                                                                  | モントリオール                                  |

## ユネスコが祝う国際デー
ユネスコが祝う国際デーは以下のようになっている。
| 日付           | 名称                                                      |
| -------------- | --------------------------------------------------------- |
| 1月27日        | ホロコースト犠牲者を想起する国際デー                      |
| 2月13日        | 世界ラジオの日                                            |
| 2月21日        | 国際母語デー                                              |
| 3月8日         | 国際女性デー                                              |
| 3月20日        | 国際フランコフォニーデー                                  |
| 3月21日        | 国際ノウルーズ・デー                                      |
| 3月21日        | 世界詩歌記念日                                            |
| 3月21日        | 国際人種差別撤廃デー                                      |
| 3月22日        | 世界水の日                                                |
| 4月23日        | 世界図書・著作権デー                                      |
| 4月30日        | 国際ジャズ・デー                                          |
| 5月3日         | 世界報道自由デー                                          |
| 5月21日        | 対話と発展のための世界文化多様性デー                      |
| 5月22日        | 国際生物多様性の日                                        |
| 5月25日        | アフリカデー / アフリカ週間                               |
| 6月5日         | 環境の日                                                  |
| 6月8日         | 世界海洋デー                                              |
| 6月21日        | 国際ヨーガの日                                            |
| 8月9日         | 世界先住民の日                                            |
| 8月12日        | 国際青少年デー                                            |
| 8月23日        | 奴隷貿易とその廃止を記念する国際デー                      |
| 9月8日         | 国際識字デー                                              |
| 9月15日        | 国際民主主義デー                                          |
| 9月21日        | 国際平和デー                                              |
| 9月28日        | International Day for the Universal Access to Information |
| 10月5日        | 世界教師デー                                              |
| 10月第2水曜日  | International Day for Disaster Reduction                  |
| 10月17日       | 貧困撲滅のための国際デー                                  |
| 10月20日       | 統計の日                                                  |
| 10月27日       | 世界視聴覚遺産デー                                        |
| 11月10日       | 平和と開発のための世界科学デー                            |
| 11月第三木曜日 | 世界哲学の日                                              |
| 11月16日       | 国際寛容デー                                              |
| 11月19日       | 国際男性デー                                              |
| 11月25日       | 女性に対する暴力撤廃の国際デー                            |
| 11月29日       | パレスチナ人民連帯国際デー                                |
| 12月1日        | 世界エイズデー                                            |
| 12月10日       | 世界人権デー                                              |
| 12月18日       | 国際移民デー                                              |

## ワールド・デジタル・ライブラリー
ユネスコは2005年より、電子図書館プロジェクト（World Digital Library, WDL）に取り組んできたが、2009年4月21日にインターネット上にて公開された。この公式サイトでは、各国の文化資料を地域別、テーマ別、年代別に横断して一望でき、一般の利用者、研究者の別なく無料で閲覧できる。
展示資料は、米国議会図書館、アレクサンドリア図書館（エジプト）、国立国会図書館（日本）など世界の32機関が参加し、現在、書籍・手稿・地図・写真・動画など、約1200点のコンテンツが閲覧できる。

## 加盟国
2023年7月10日現在、ユネスコ加盟国は194か国である。この表では加盟国とその加盟日時（一時的に脱退していた国は再加盟年）を記す。
- アフガニスタン (1948年5月4日)
- アメリカ (2023年7月10日[注 3])
- アルバニア (1958年10月16日)
- アルジェリア (1962年10月15日)
- アンドラ (1993年10月20日)
- アンゴラ (1977年3月11日)
- アンティグア・バーブーダ (1982年7月15日)
- アルゼンチン (1948年9月15日)
- アルメニア (1992年6月9日)
- オーストラリア (1946年11月4日)
- オーストリア (1948年8月13日)
- アゼルバイジャン (1992年6月3日)
- バハマ (1981年4月23日)
- バーレーン (1972年1月18日)
- バングラデシュ (1972年10月27日)
- バルバドス (1968年10月24日)
- ベラルーシ (1954年5月12日)
- ベルギー (1946年11月29日)
- ベリーズ (1982年5月10日)
- ベナン (1960年10月18日)
- ブータン (1982年4月13日)
- ボリビア (1946年11月13日)
- ボスニア・ヘルツェゴビナ (1993年6月2日)
- ボツワナ (1980年1月16日)
- ブラジル (1946年11月4日)
- ブルネイ (2005年3月17日)
- ブルガリア (1956年5月17日)
- ブルキナファソ (1960年11月14日)
- ブルンジ (1962年11月16日)
- カンボジア (1951年7月3日)
- カメルーン (1960年11月11日)
- カナダ (1946年11月4日)
- カーボベルデ (1978年2月15日)
- 中央アフリカ共和国 (1960年11月11日)
- チャド (1960年12月19日)
- チリ (1953年7月7日)
- 中国 (1946年11月4日[注 4])
- コロンビア (1947年10月31日)
- コモロ (1977年3月22日)
- コンゴ共和国 (1960年10月24日)
- クック諸島 (1989年10月25日)
- コスタリカ (1950年5月19日)
- コートジボワール (1960年10月27日)
- クロアチア (1992年6月1日)
- キューバ (1947年8月29日)
- キプロス (1961年2月6日)
- チェコ (1993年2月22日)
- コンゴ民主共和国 (1960年11月25日)
- デンマーク(1946年11月4日)
- ジブチ (1989年8月31日)
- ドミニカ国 (1979年1月9日)
- ドミニカ共和国 (1946年11月4日)
- エクアドル (1947年1月22日)
- エジプト (1946年11月4日)
- エルサルバドル (1948年4月28日)
- 赤道ギニア (1979年11月29日)
- エリトリア (1993年9月2日)
- エストニア (1991年10月14日)
- エチオピア (1955年7月1日)
- フィジー (1983年7月14日)
- フィンランド (1956年10月10日)
- フランス (1946年11月4日)
- ガボン (1960年11月16日)
- ガンビア (1973年8月1日)
- ジョージア (1992年10月7日)
- ドイツ (1951年7月11日)
- ガーナ (1958年4月11日)
- ギリシャ (1946年11月4日)
- グレナダ (1975年2月17日)
- グアテマラ (1950年1月2日)
- ギニア (1960年2月2日)
- ギニアビサウ (1974年11月1日)
- ガイアナ (1967年3月21日)
- ハイチ (1946年11月18日)
- ホンジュラス (1947年12月16日)
- ハンガリー (1948年9月14日)
- アイスランド (1964年6月8日)
- インド (1946年11月4日)
- インドネシア (1950年5月27日)
- イラン (1948年9月6日)
- イラク (1948年10月21日)
- アイルランド (1961年10月3日)
- イタリア (1948年1月27日)
- ジャマイカ (1962年11月7日)
- 日本 (1951年7月2日)
- ヨルダン (1950年6月14日)
- カザフスタン (1992年5月22日)
- ケニア (1964年4月7日)
- キリバス (1989年10月24日)
- 朝鮮民主主義人民共和国 (1974年10月18日)
- 韓国 (1950年6月14日)
- クウェート (1960年11月18日)
- キルギス (1992年6月2日)
- ラオス (1951年7月9日)
- ラトビア (1991年10月14日)
- レバノン (1946年11月4日)
- レソト (1967年9月29日)
- リベリア (1947年3月6日)
- リビア (1953年6月27日)
- リトアニア (1991年10月7日)
- ルクセンブルク (1947年10月27日)
- 北マケドニア (1993年6月28日)
- マダガスカル (1960年11月10日)
- マラウイ (1964年10月27日)
- マレーシア (1958年6月16日)
- モルディブ (1980年7月18日)
- マリ (1960年11月7日)
- マルタ (1965年2月10日)
- マーシャル諸島 (1995年6月30日)
- モーリタニア (1962年1月10日)
- モーリシャス (1968年10月25日)
- メキシコ (1946年11月4日)
- ミクロネシア連邦 (1999年10月19日)
- モルドバ (1992年5月27日)
- モナコ (1949年7月6日)
- モンゴル (1962年11月1日)
- モンテネグロ (2007年3月1日)
- モロッコ (1956年11月7日)
- モザンビーク (1976年10月11日)
- ミャンマー (1949年6月27日)
- ナミビア (1978年11月2日)
- ナウル (1996年10月17日)
- ネパール (1953年5月1日)
- オランダ(1947年1月1日)
- ニュージーランド(1946年11月4日)
- ニカラグア (1952年2月22日[注 5])
- ニジェール (1960年11月10日)
- ナイジェリア (1960年11月14日)
- ニウエ (1993年10月26日)
- ノルウェー (1946年11月4日)
- オマーン (1972年2月10日)
- パキスタン (1949年9月14日)
- パラオ (1999年9月20日)
- パレスチナ (2011年11月23日)
- パナマ (1950年1月10日)
- パプアニューギニア (1976年10月4日)
- パラグアイ (1955年6月20日)
- ペルー (1946年11月21日)
- フィリピン (1946年11月21日)
- ポーランド (1946年11月6日)
- ポルトガル (1974年9月11日)[注 6]
- カタール (1972年1月27日)
- ルーマニア (1956年7月27日)
- ロシア (1954年4月21日)
- ルワンダ (1962年11月7日)
- セントクリストファー・ネイビス (1983年10月26日)
- セントルシア (1980年3月6日)
- セントビンセント・グレナディーン (1983年1月14日)
- サモア (1981年4月3日)
- サンマリノ (1974年11月12日)
- サントメ・プリンシペ (1980年1月22日)
- サウジアラビア （1946年11月4日)
- セネガル (1960年11月10日)
- セルビア (2000年12月20日)[注 7]
- セーシェル (1976年10月18日)
- シエラレオネ (1962年3月28日)
- シンガポール (2007年10月8日)[注 8]
- スロバキア (1993年2月9日)
- スロベニア (1992年5月27日)
- ソロモン諸島 (1993年9月7日)
- ソマリア (1960年11月15日)
- 南アフリカ (1994年12月12日)[注 9]
- 南スーダン (2011年10月27日)[41]
- スペイン (1953年1月30日)
- スリランカ (1949年11月14日)
- スーダン (1956年11月26日)
- スリナム (1976年7月16日)
- スワジランド (1978年1月25日)
- スウェーデン (1950年1月23日)
- スイス (1949年1月28日)
- シリア (1946年11月16日)
- タジキスタン (1993年4月6日)
- タンザニア (1962年3月6日)
- タイ (1949年1月1日)
- 東ティモール (2003年6月5日)
- トーゴ (1960年11月17日)
- トンガ (1980年9月29日)
- トリニダード・トバゴ (1962年11月2日)
- チュニジア (1956年11月8日)
- トルコ (1946年11月4日)
- トルクメニスタン (1993年8月17日)
- ツバル (1991年10月21日)
- ウガンダ (1962年11月9日)
- ウクライナ (1954年5月12日)
- アラブ首長国連邦 (1972年4月20日)
- イギリス(1997年7月1日)[注 10]
- ウルグアイ (1947年11月8日)
- ウズベキスタン (1993年10月26日)
- バヌアツ (1994年2月10日)
- ベネズエラ (1946年11月25日)
- ベトナム (1951年7月6日)[注 11]
- イエメン (1962年4月2日)
- ザンビア (1964年11月9日)
- ジンバブエ (1980年9月22日)

2012年現在、 リヒテンシュタインはユネスコ加盟国ではないが、国内委員会は存在する。

### 準会員
以下の12地域はユネスコ準会員となっている。
- オーランド諸島 (2021年11月9日)
- アンギラ (2013年11月5日)
- アルバ (1987年10月20日)
- イギリス領ヴァージン諸島 (1983年11月24日)
- ケイマン諸島 (1999年10月30日)
- キュラソー島 (2011年10月25日)
- フェロー諸島 (2009年10月12日)
- マカオ (1995年10月25日)
- モントセラト (2015年11月3日)
- ニューカレドニア (2017年10月30日)
- シント・マールテン (2011年10月25日)
- トケラウ (2001年10月15日)

### オブザーバー参加
- バチカン[6]

### かつての加盟国
- イスラエル (1949年9月16日 - 2018年12月31日)